# تفجيرات باتنة 2007
وقعت تفجيرات باتنة 2007 يوم 6 سبتمبر في مدينة باتنة، وهي مدينة في ولاية باتنة، شرق الجزائر.
أسفر الانفجار، الذي كان يستهدف الرئيس الجزائري السابق عبد العزيز بوتفليقة، عن مقتل 22 شخصًا  وإصابة 107 آخرين، حيث قام المنفذ بتفجير جهازه بعد كشفه عن طريق شرطي لاحظ الجهاز الذي كان يحمله المفجر وسط حشد من الجماهير المنتظرة رؤية الرئيس، الذي كان في ختام جولة استمرت ثلاثة أيام في شرق الجزائر.

## عملية التفجير
كان الانتحاري القائم بالتفجير بين الحشد الذي كان خارج مسجد العتيق منتظرًا وصول الرئيس بوتفليقة عندما تمت ملاحظة جهازه، «حقيبة من البلاستيك تحتوي على المتفجرات» ، وسلوكه «المرتبك» قبل 45 دقيقة من وصول الرئيس. مما جعل هذا المهاجم، «رجل يتراوح عمره بين 30 و35 سنة»، مضطرًا لتفجير جهازه قبل الأوان نتيجة اقتراب الشرطة منه. ومع ذلك فإنه غير معروف ما إذا كان المفجر قد نجا بنفسه من الانفجار أم لا، غير أن وزير الداخلية نور الدين يزيد قد صرح لوكالة الأنباء الجزائرية (APS) أن المفجر قد فر خلال طوق أمني.

## النتائج المترتبة وردود الفعل
أفادت الأنباء يوم 8 سبتمبر أن الجبهة الإسلامية للإنقاذ الجزائرية قد أدانت الهجمات،، وانضمت إلى تسمية الرئيس بوتفليقة للفاعلين بأنهم «مجرمون». وفي حين لم يتم إعلان فوري من أي جهة عن مسؤوليتها عن الحادث، إلا أنه نقل عن الرئيس الجزائري أن الفاعلين من المتشددين الإسلاميين. كما نقلت أيضًا وكالة الأنباء الجزائرية عن الرئيس قوله إن «الأعمال الإرهابية لا ترتبط على الإطلاق بالقيم النبيلة للإسلام»، كما قام بزيارة الجرحى بالمستشفيات القريبة. وفي 9 سبتمبر 2007، أعلن الجناح الشمالي الإفريقي لتنظيم القاعدة مسؤوليته عن الهجوم، فضلاً عن تفجير سابق وقع قبل 48 ساعة. وفي موقع على شبكة الإنترنت، ذكرت القاعدة «نكرر أن غالبية من قتلوا في هذه العملية كانوا من الشرطة وقوات الأمن... وأن زميلنا لم يستهدف الأبرياء كما ادعت وسائل الإعلام»، في كلتا الهجمتين، وصرحت الجماعة أنه تم تنفيذ هاتين العمليتين «دفاعًا عن الإسلام والأمة الإسلامية».
حذرت حكومة كل من الجزائر والولايات المتحدة المواطنين بتجنب السفر برًا بين المدن الجزائرية، وبالنسبة للسائحين الأجانب فقد حثتهم على البقاء في الفنادق الآمنة.